# James Marshall (rugbista)
James Ryan Marshall (Auckland, 7 dicembre 1988) è un rugbista a 15 neozelandese, mediano d'apertura e, all'evenienza, estremo.

## Biografia
Nato ad Auckland, ma cresciuto a Nelson insieme a suo fratello Tom, entrò nella formazione provinciale di Tasman nel 2008.
Nel 2010, subito dopo il suo rinnovo di contratto con Tasman, Marshall rimase fuori dalle chiamate delle franchise per la stagione successiva, il che lo indusse ad accettare, nel novembre di quell'anno, un'offerta di contratto semestrale degli Aironi, franchise italiana di Celtic League attiva anche in Heineken Cup.
Tornato in Nuova Zelanda, disputò l'ITM Cup con Tasman, poi passò alla provincia di Taranaki nel 2012 dopo l'ennesima esclusione dalla lista delle franchise per la stagione di Super Rugby; per il Super Rugby 2013 Marshall è stato, infine, selezionato dalla franchise degli Hurricanes, esordendo in una vittoria 29-28 contro i Crusaders, la franchise in cui milita suo fratello Tom.